# Lasiodora subcanens
Lasiodora subcanens é uma espécie de aranha pertencente à família Theraphosidae (tarântulas).